# Wonder-hit
Wonder-hit (v anglickém originále Wonder-ful) je dvacátá první epizoda čtvrté série amerického hudebního televizního seriálu Glee a v celkovém pořadí osmdesátá sedmá epizoda tohoto seriálu. Scénář k epizodě napsal Brad Falchuk a režírovala ji Wendey Stanzler. Epizoda se poprvé vysílala ve Spojených státech dne 2. května 2013 na televizním kanálu Fox.
V tomto díle se představila speciální hostující hvězda Katey Sagal v roli Nancy Abrams a vrátila se Kate Hudson jako Cassandra July. Epizoda je hudební poctou zpěvákovi Steviemu Wonderovi.

## Příběh

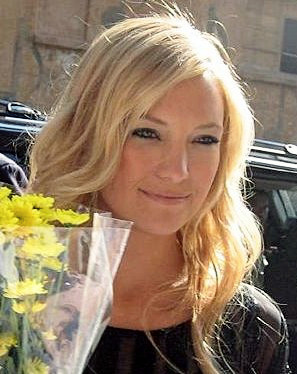
V epizodě se objeví Kate Hudson v roli učitelky Cassandry July

Rachel Berry (Lea Michele) volá vedoucímu sboru Willovi Schuesterovi (Matthew Morrison, aby mu dala vědět, že se stala jednou z finalistek na roli Fanny Brice v nadcházejícím broadwayském revivalu muzikálu Funny Girl. Will to ihned s nadšením sdělí sboru a povzbudí je, aby zpívali písně Stevieho Wondera k oslavě úžasných věcí v jejich životech.
Kitty Wilde (Becca Tobin) zjistí, že Artie Abrams (Kevin McHale) byl přijat na filmařskou školu do New Yorku, ale jeho matka, Nancy Abrams (Katey Sagal), mu tam nedovolí odejít. Kitty zpívá "Signed, Sealed, Delivered I'm Yours", aby ho povzbudila, aby na školu šel, ale Artie je stále přesvědčen o tom, že zůstane. Kitty posléze navštíví Nancy, která o tom vůbec neví a dozví se o tom od Kitty. Artieho konfrontuje jeho matka a Artie přiznává, že se bojí být sám, ale Nancy ho ujišťuje, že si zvykne a Artie se rozhodne jít do New Yorku.
Mercedes Jones (Amber Riley), která nahrává své první album, se vrací do Limy společně s Mikem Changem (Harry Shum mladší) a Kurtem Hummelem (Chris Colfer), aby pomohli New Directions s přípravou na regionální kolo soutěže sborů. Mercedes pomáhá Marley Rose (Melissa Benoist) k zlepšení jejího hlasu a obě dvě za doprovodu Blaina Andersona (Darren Criss) zpívají "Superstition" ve školní hale.
Kurt se dozvídá, že rakovina jeho otce, Burta Hummela (Mike O'Malley), je již téměř vyléčena a oslavuje jeho vyléčení písní "You Are the Sunshine of My Life". Blaine později žádá Burta o svolení, aby mohl Kurta požádat o ruku, ale Burt mu řekne, že ještě nejsou připraveni na tento druh závazku a že nakonec stejně skončí spolu. Mezitím si Mercedes a Mike povšimnou talentu Jaka Puckermana (Jacob Artist) a motivují ho k tomu, aby se stal výraznějším hlasem ve sboru, a tak Jake tedy zpívá před všemi píseň "I Wish".
V New Yorku se Cassandra July (Kate Hudson) dozví o Rachelině konkurzu a gratuluje jí. Prozrazuje, že se k ní neustále chovala tak špatně, aby z ní udělala lepší umělkyni. Cassandra a studenti NYADY poté zazpívají "Uptight (Everything's Alright)" pro Rachel a Cassandra jí popřeje mnoho štěstí.
Mercedes je zklamaná, když jí nahrávací společnost nutí, aby změnila svou fotku na albu a rozhodne se zrušit smlouvu a své sny si vyplnit sama. Připomíná New Directions, aby si vždy připomínali pravdu a zpívá "Higher Ground". Sbor se později setkává v hale, kde oslavují Artieho úspěch a zpívají "For Once in My Life".

## Seznam písní
- „Signed, Sealed, Delivered I'm Yours"
- „Superstition"
- „You Are the Sunshine of My Life"
- „I Wish"
- „Uptight (Everything's Alright)"
- „Higher Ground"
- „For Once in My Life"

## Obsazení
| Chris Colfer      | Kurt Hummel           |
| Darren Criss      | Blaine Anderson       |
| Jane Lynch        | Sue Sylvester         |
| Kevin McHale      | Artie Abrams          |
| Lea Michele       | Rachel Berry          |
| Cory Monteith     | Finn Hudson           |
| Heather Morris    | Brittany Pierce       |
| Matthew Morrison  | William Schuester     |
| Chord Overstreet  | Sam Evans             |
| Amber Riley       | Mercedes Jones        |
| Naya Rivera       | Santana Lopez         |
| Mark Salling      | Noah „Puck“ Puckerman |
| Harry Shum mladší | Mike Chang            |
| Jenna Ushkowitz   | Tina Cohen-Chang      |